# Renault R28
El Renault R28 fue un monoplaza que usó Renault para competir en la temporada 2008 de Fórmula 1. Los pilotos que lo condujeron fueron Fernando Alonso, bicampeón de Fórmula 1 con la escudería francesa; y el entonces debutante en la máxima categoría Nelson Piquet, Jr.. El R28 fue presentado el 31 de enero de 2008 en Boulogne-Billancourt (sureste de París), con la presencia de Carlos Ghosn (Presidente de Renault), Bernard Rey (Presidente de Renault F1), Flavio Briatore (jefe de equipo), Alonso, Piquet y los pilotos de pruebas: Romain Grosjean, Lucas di Grassi y Sakon Yamamoto. Rey explicó sus expectativas para la temporada 2008, en la que aspiraban a volver a luchar por el campeonato tras el mal sabor de boca que dejó el R27:

"Esperamos regresar a nuestra posición normal, luchando entre los primeros. Esa es la meta que hemos fijado para el nuevo monoplaza. Todo el mundo ha trabajado muy duro en la parte técnica para superar los problemas encontrados el año pasado. En cuando a los pilotos, el regreso de Fernando Alonso ha sido un empuje muy importante. Hay un gran optimismo dentro del equipo y Renault"

## Temporada 2008

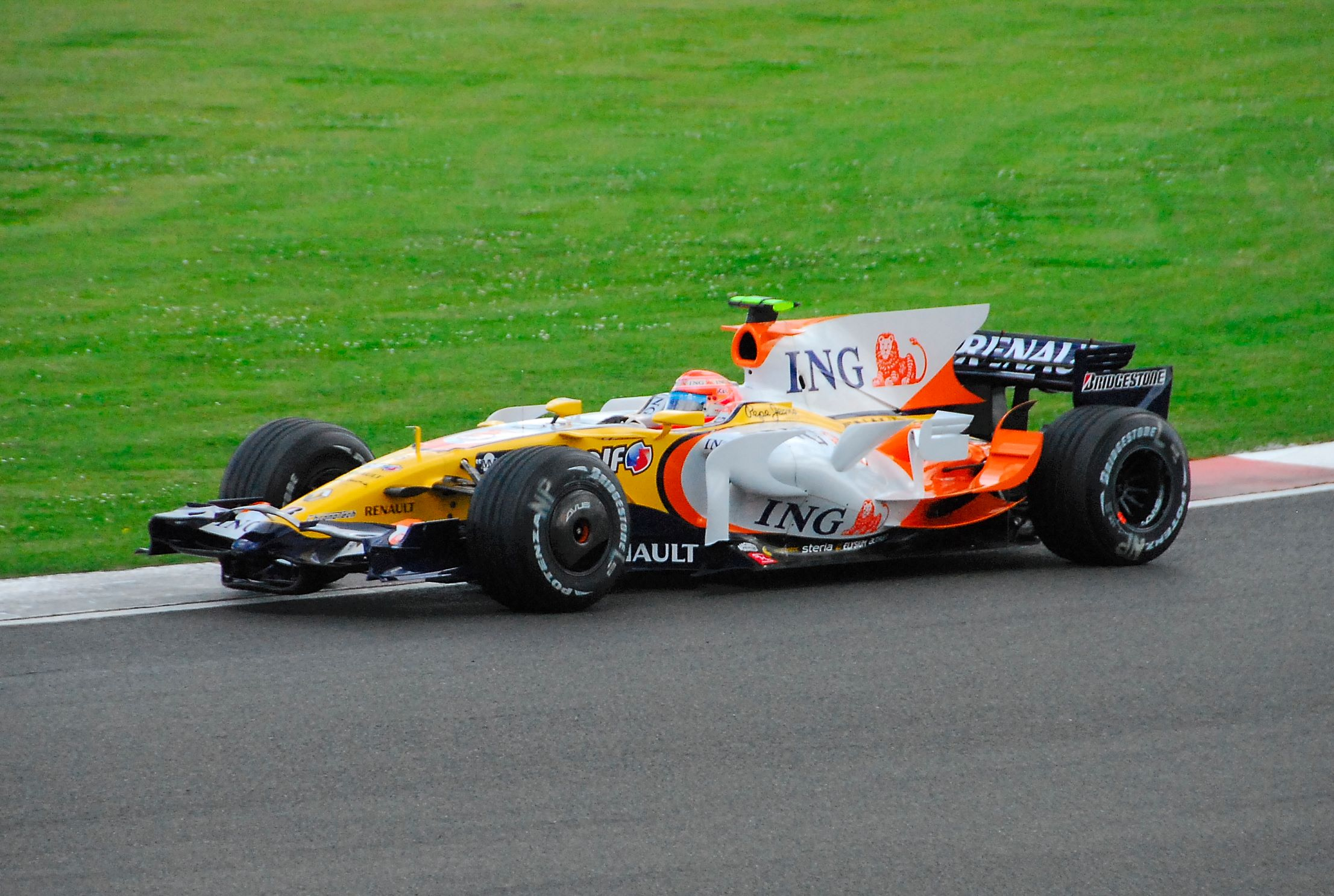
Nelson Piquet al volante del R28 con la "aleta de tiburón", una de las evoluciones que presentó Renault.

El R28 debutó en el Gran Premio de Australia, con un abandono de Piquet y un cuarto puesto de Alonso. Sin embargo, pronto se comprobaría que esa cuarta posición fue un espejismo, ya que el coche era de los peores de la parrilla, con unas prestaciones similares a las del Honda RA108. El debutante Piquet solía caer en las Q1 y no lograba puntuar. La primera evolución del bólido llegó en el Gran Premio de España, con los dos pilotos pasando holgadamente a la Q3 pero sin suerte en la carrera. Nelson consiguió por fin inaugurar su casillero de puntos en Francia, mientras Fernando seguía peleándose con el monoplaza para lograr un podio. A partir del Gran Premio de Alemania, Alonso se resignó y se tomó la segunda mitad del año con más calma. Desde el Gran Premio de Hungría, el trabajo de Renault para evolucionar el coche pasó a ser el tercer mejor bólido, por detrás del indestronable y poderoso Ferrari F2008 y del competitivo McLaren MP4-23. Piquet pasó a puntuar con bastante más frecuencia y Alonso consiguió apenas dos victorias en Singapur y Japón, y otros particulares resultados y pudiendo hacer algunos puntos en las últimas carreras. Eso permitió a Renault acabar cuarto en el mundial de constructores con 80 puntos lejos de los líderes pero salvando algo del desfalco inicial. Sin embargo esta temporada también es recordada por el famoso "crash gate" de este mismo equipo para el GP de Singapur, en el cual Nelson había chocado su monoplaza contra las barreras para iniciar la bandera amarilla y dar ventaja a Alonso para ganar la carrera, esto según las órdenes que Flavio le habría dado a Nelson, es considerado una de las polémicas más grandes de la Fórmula 1, la cual ensució la imagen del equipo francés y causó varios problemas a Flavio.

## Resultados
(Clave) (negrita indica pole position) (cursiva indica vuelta rápida)
| Año  | Motor            | Neu. | N.º | Pilotos            | 1   | 2   | 3   | 4   | 5   | 6   | 7   | 8   | 9   | 10  | 11  | 12  | 13  | 14  | 15  | 16  | 17  | 18  | Puntos | Pos. |
| ---- | ---------------- | ---- | --- | ------------------ | --- | --- | --- | --- | --- | --- | --- | --- | --- | --- | --- | --- | --- | --- | --- | --- | --- | --- | ------ | ---- |
| 2008 | RS27-2008 2.4 V8 | B    |     |                    | AUS | MYS | BHR | ESP | TUR | MON | CAN | FRA | GBR | GER | HUN | EUR | BEL | ITA | SIN | JPN | CHN | BRA | 80     | 4.º  |
| 2008 | RS27-2008 2.4 V8 | B    | 5   | Fernando Alonso    | 4   | 8   | 10  | Ret | 6   | 10  | Ret | 8   | 6   | 11  | 4   | Ret | 4   | 4   | 1   | 1   | 4   | 2   | 80     | 4.º  |
| 2008 | RS27-2008 2.4 V8 | B    | 6   | Nelson Piquet, Jr. | Ret | 11  | Ret | Ret | 15  | Ret | Ret | 7   | Ret | 2   | 6   | 11  | Ret | 10  | Ret | 4   | 8   | Ret | 80     | 4.º  |